# Irénée de Tyr
Pour les articles homonymes, voir Irénée.
Irénée de Tyr est un comte de l'empire byzantin et évêque de Tyr au Ve siècle.

## Histoire et tradition
Irénée de Tyr accompagne Nestorius au concile d'Éphèse (431), et est comme lui condamné à l'exil en 435, à Pétra. Mais les évêques de Phénicie le tirent de son exil en le nommant, alors même qu'il est marié et n'est même pas prêtre, évêque de Tyr, entre 443 et 446. Il est déposé par un édit de Théodose II en 448 malgré le support de l'évêque d'Antioche et de Théodoret de Cyr.